# Hraniční přechod Halámky–Nagelberg
Hraniční přechod Halámky–Nagelberg (německy Grenzübergang Nagelberg–Halámky) je bývalý silniční hraniční přechod na česko-rakouské státní hranici na hraničním úseku V/56-3 - V/57 (V/56-6 - V/57) mezi českou obcí Halámky (okres Jindřichův Hradec, Jihočeský kraj) a rakouskou obcí Nagelberg (okres Gmünd, Dolní Rakousy). Nachází se v oblasti Třeboňské pánve u řeky Lužnice, v katastrálním území obce Nová Ves nad Lužnicí. Přechod leží v nadmořské výšce 485 m n. m. na silnici I/24 a Evropské silnici E49; za hranicí pokračuje rakouská silnice B2. Před zrušením byl určen pro pěší, cyklisty, motocykly, osobní automobily, autobusy a nákladní automobily.
Hraniční přechod byl zrušen při vstupu České republiky do Schengenského prostoru v roce 2007. V případě dočasného znovuzavedení ochrany vnitřních hranic je provoz na hraničním přechodu upraven Sdělením Ministerstva vnitra č. 395/2021 Sb.

## Galerie

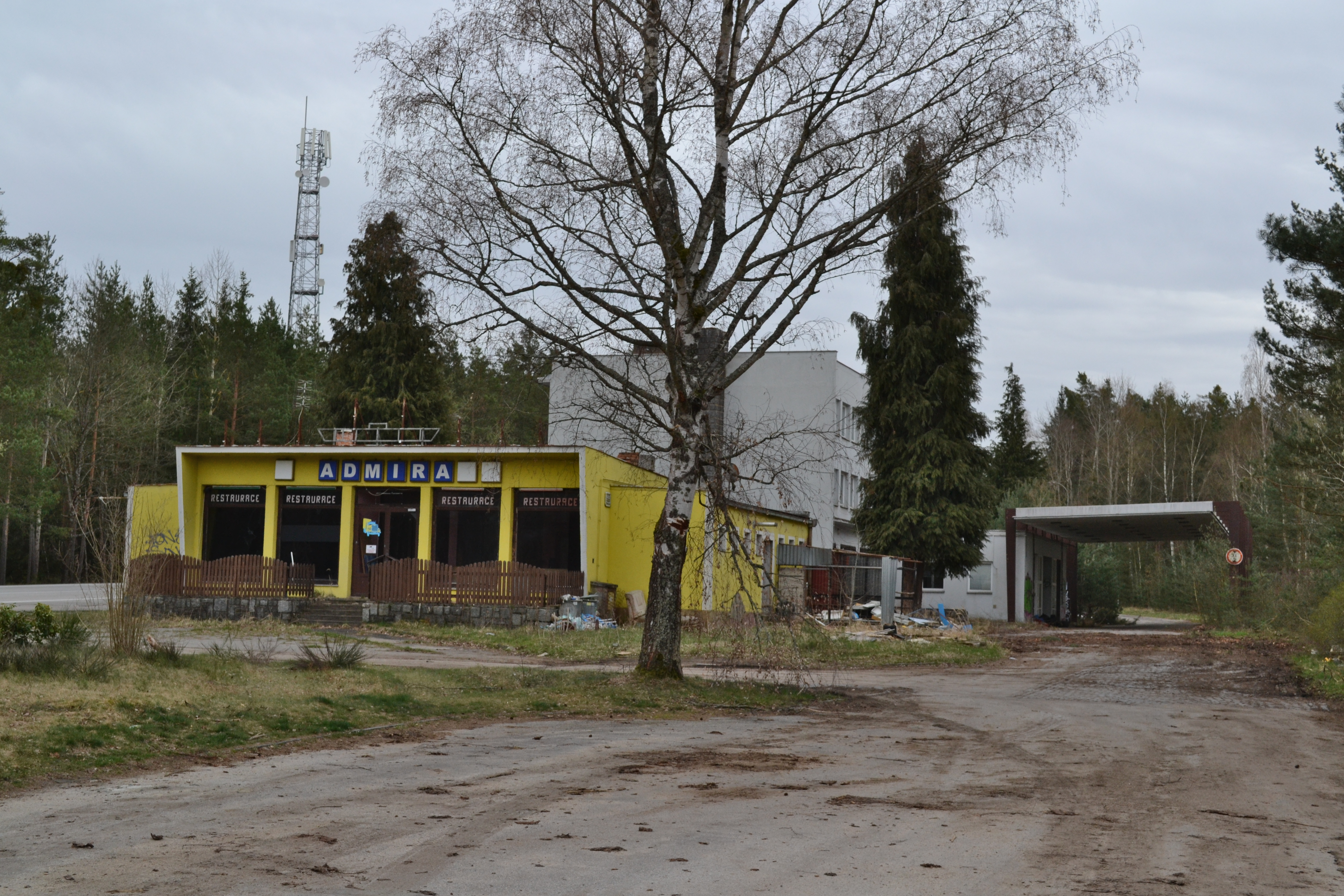
Celnice Halámky (2024)
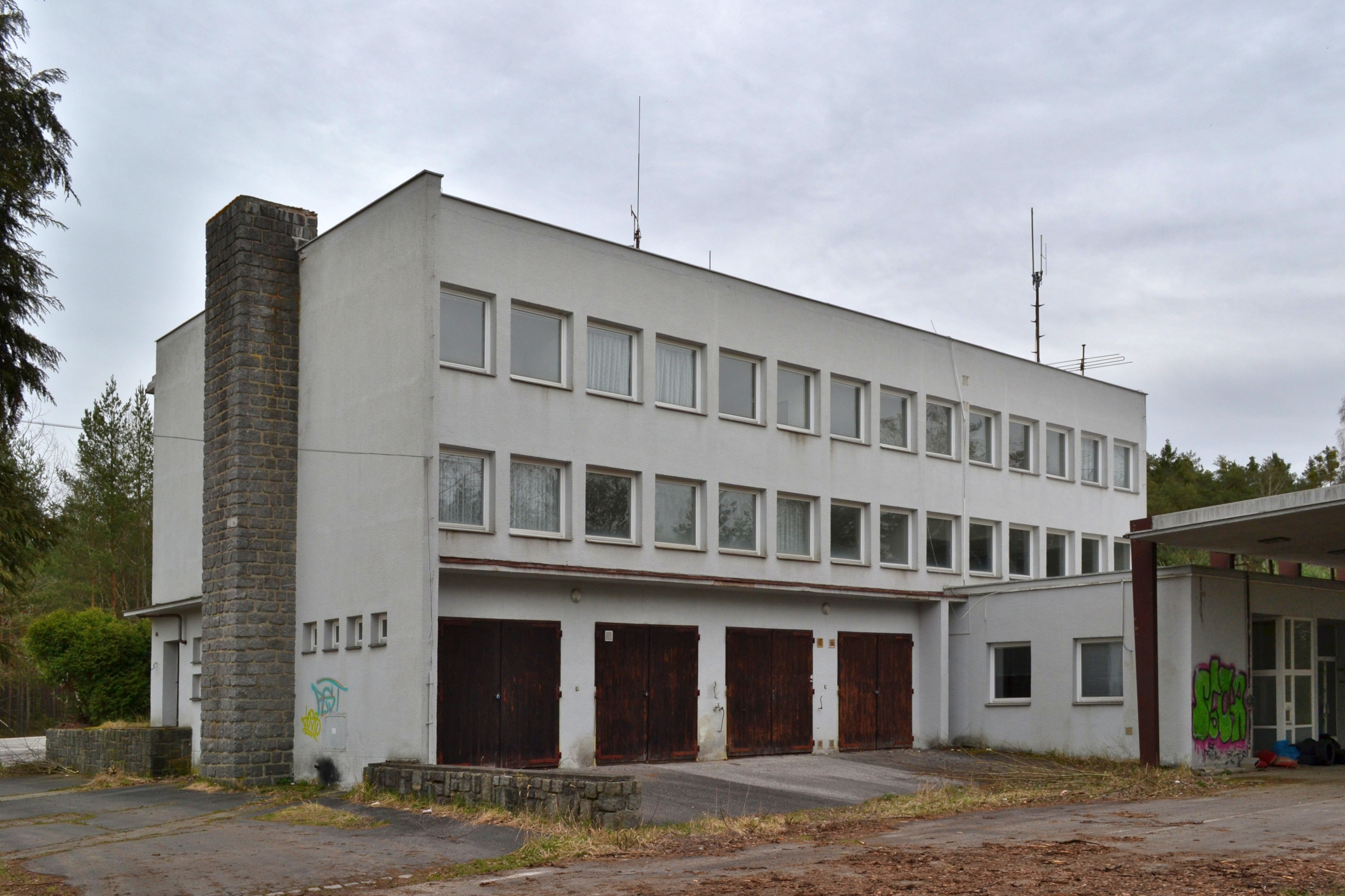
Celnice Halámky (2024)
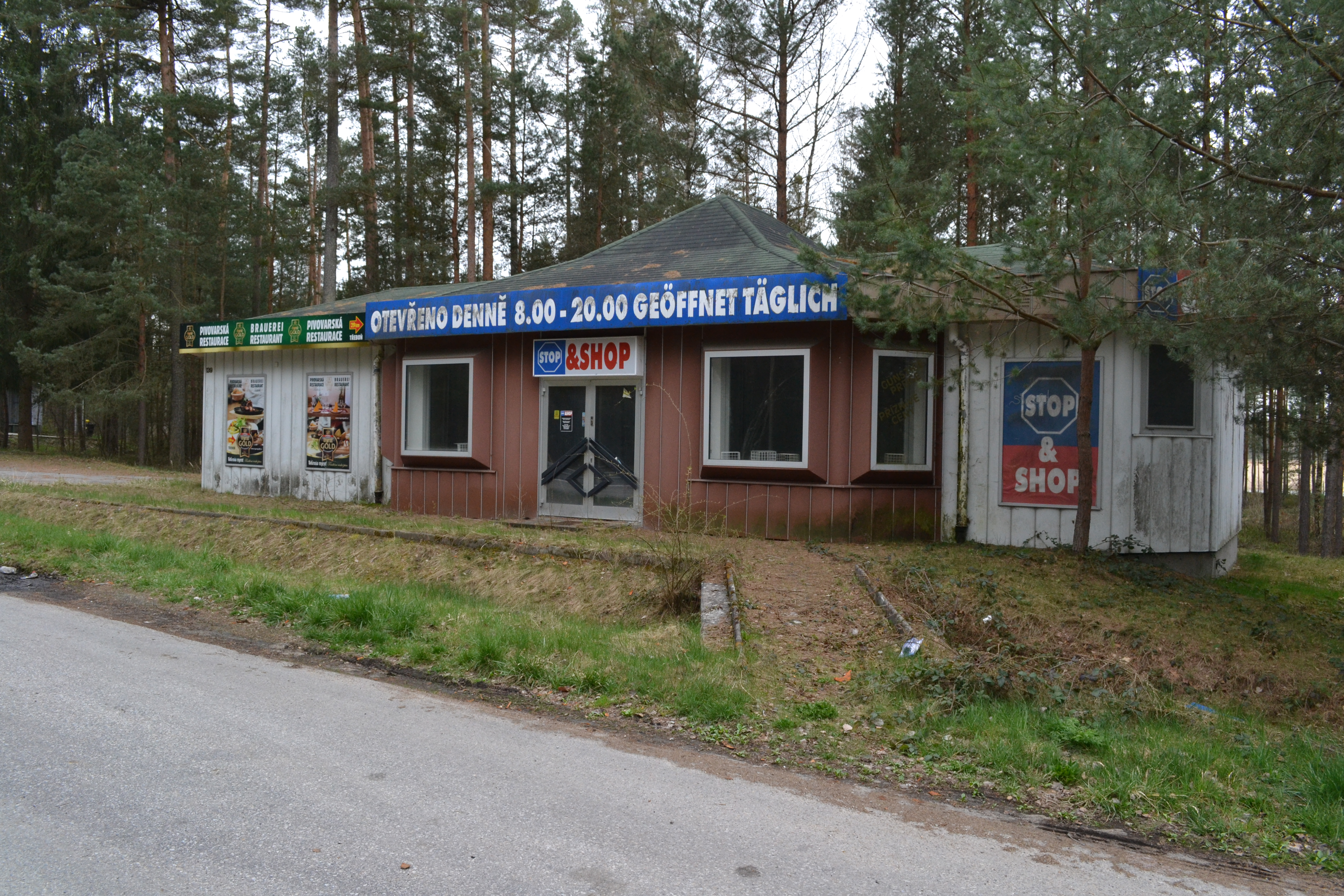
Zavřený obchod za celnicí Halámky (2024)
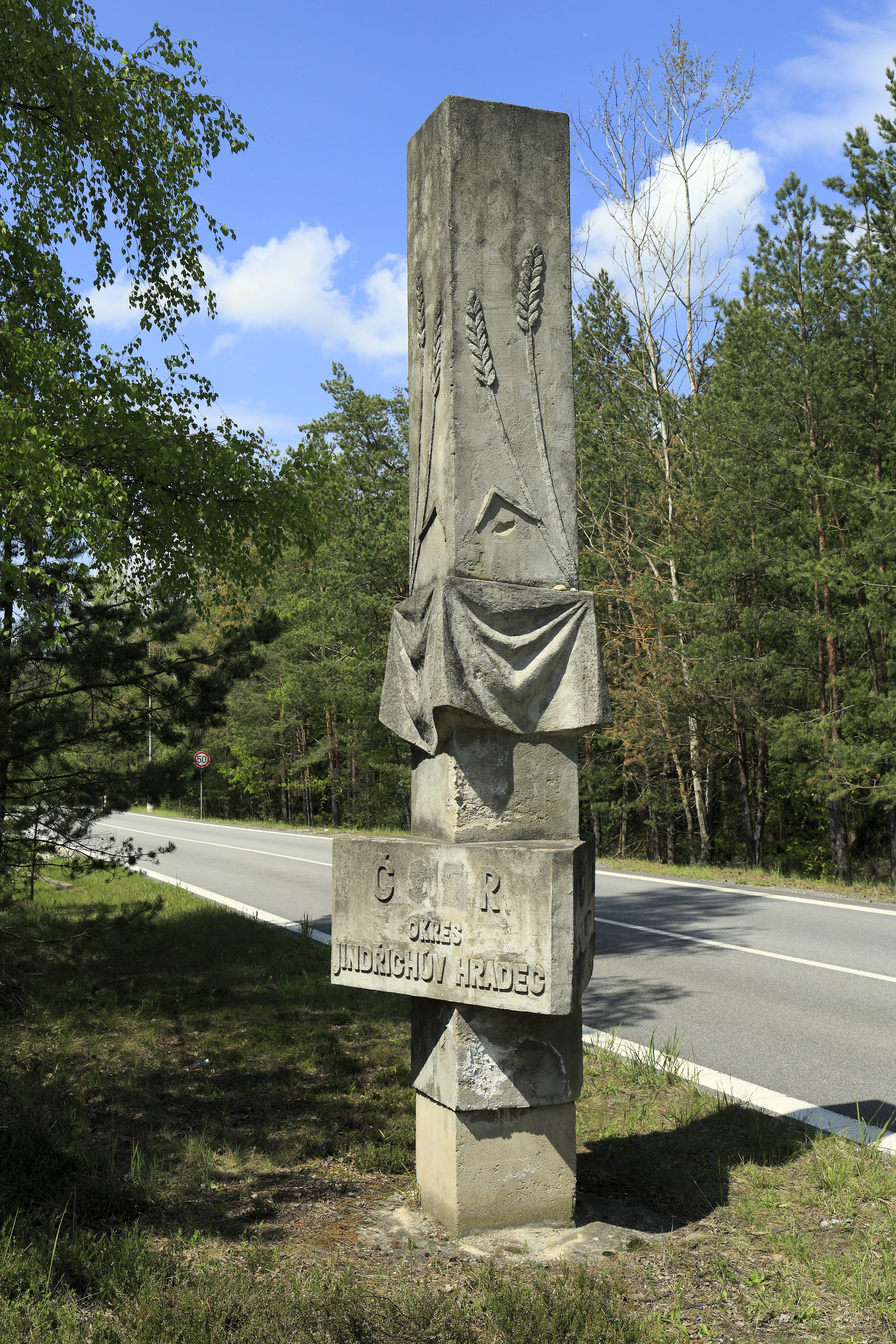
Pylon před celnicí Halámky (2019)